# Menaka borealis
Menaka borealis är en stekelart som beskrevs av Dmitriy R. Kasparyan 1985. Menaka borealis ingår i släktet Menaka och familjen brokparasitsteklar. Inga underarter finns listade i Catalogue of Life.